# Samarij
Samarij je kemijski element atomskog (rednog) broja 62 i atomske mase 150,36(2). U periodnom sustavu elemenata predstavlja ga simbol Sm.
Samarij je 1879. godine otkrio Paul Emile Lecoq de Boisbaudran (Francuska). Ime je dobio po mineralu samarskitu nazvanom tako u čast ruskog rudarskog inženjera Samarskog. To je srebrno bijeli metal koji je stabilan na suhom zraku. Oksidni sloj se formira na površini ako je izložen vlažnom zraku. Metal se sam zapali na zraku, ako se zagrije na 150 °C.